# Вулиця Грушевського (Коростень)
Ву́лиця Груше́вського — центральна вулиця і головна магістраль у місті Коростені (районний центр Житомирської області), на якій розташовані головні міські та районні адміністративні установи, об'єкти інфраструктури, численні заклади медицини, освіти, культури, пам'ятники, підприємства, культові споруди тощо. Має ім'я визначного політичного, громадського і культурного діяча, історика Михайла Сергійовича Грушевського.  
Пролягає від залізничних колій біля мосту на перехресті з вулицями Горького та Сергія Кемського (звідси здійснюється нумерація будинків) до залізничних колій біля перехрестя з вулицею Селезньова та Білокоровицьким шосе. 

## Історія
Після приєднання наприкінці XVIII століття Правобережної України до Російської імперії і утворення Волинської губернії Іскоростень (таку назву тоді мало місто) став волосним центром Овруцького повіту. У 1828 році між Житомиром і Петербургом відкрили поштову екстра-лінію, що пролягла через Іскоростень. У межах міста це була також центральна вулиця-магістраль, яка, природно, дістала назву Петербурзької.
На початку XX століття вузька стрічка вулиці була вимощена бруківкою, а до нинішнього Музейного провулка було прокладено високе земляне полотно. Обабіч бруківки стояли величезні калюжі, через які жителі перебиралися дощаними переходами. Будинки на цій вулиці мали жалюгідний вигляд — занедбані житла ремісників-кустарів (шевців, чинбарів), а також бакалійні крамнички. У районі сучасної площі Ленінського Комсомолу щосереди, п’ятниці і неділі збиралися базари. Найкращими будинками вулиці були тоді дерев’яні приміщення волосної управи і пошти. Уже з жовтня 1900 року в місті діяло телеграфне відділення. Також на центральній вулиці містилися парові млини. А в єдиному двоповерховому будинку був розміщений приватний готель.
У зв'язку з перейменуванням Петербурга в Петроград в 1915 році вулиця стала називатися Петроградською.
У перші березневі дні 1917 року Коростень опинився у революційному вирі. По головній вулиці міста під звуки духових оркестрів пройшли колони з червоними прапорами і транспарантами; приміщення волосної управи стало революційним штабом повстання. Тут розмістилася, зокрема, перша Рада робітничих і солдатських депутатів. У цей час головна міська вулиця називалася Червона.
Головною вулицею Коростеня крокували озброєні вагони Червоної гвардій, частини особливого призначення (ЧОП). По ній проходили воїни легендарного бронепоїзда «Комуніст Коростенського району», Богунського і Таращанського полків, бійці Щорсівської дивізії. Стрімким натиском кіннотники армії С. М. Будьонного виганяли цією вулицею з міста білополяків у червні 1920 року. Проходила тут восени 1921 року, коли громила банду Тютюнника, і кіннота Г. І. Котовського.
В роки громадянської війни і відбудови народного господарства на центральній коростенській вулиці побували визначні діячі партії і Радянської держави М. О. Скрипник, Д. 3. Мануїльський, Г. І. Петровський.
Нова (радянська) епоха дала нову назву вулиці — Красіна, у якій знайшли своє відображення героїчна боротьба за Радянську владу, паростки нового життя.
У 1936 році вулицю було названо іменем видатного діяча Комуністичної партії Сергія Кірова.
У 1930-ті на вулиці стали до ладу адмінбудинки, приміщення поліклініки, пошти, банку, школи, крамниці.
Після утворення Житомирської області (1937) Коростень був віднесений до числа міст обласного підпорядкування. Міська Рада народних депутатів багато зробила для впорядкування міської центральної вулиці.
У роки Другої Світової війни головна коростенська вулиця стала ареною жорстоких боїв з ворогом. З перших днів після визволення Коростеня від німецьких окупаційних військ на вулиці, як і у місті в цілому, розгорнулася масштабна робота з очищення підвалів будинків, тротуарів і скверів. У вцілілих приміщеннях почали працювати міські та районні партійні і державні органи. У приміщенні, де зараз містяться районний відділ народної освіти, діяв районний комітет Компартії України, який очолював комісар партизанського загону імені Котовського, секретар підпільного райкому партії І. М. Ющенко.

Скульптура Покрови Божої Матері (2006)

У повоєнний час на місці руїн і попелищ по центральній вулиці Коростеня були зведені нові багатоповерхові будники, створено своєрідний архітектурний ансамбль.
З нагоди 100-річчя від дня народження В. І. Леніна коростенці впорядкували у центрі міста площу і назвали її іменем Ілліча. А у квітні 1970 року ім'ям Леніна було названо центральну вулицю міста. У 1985 році на центральній площі був відкритий пам'ятник Леніну.
За незалежності України було ухвалено рішення про перейменування вулиці Леніна на вулицю Грушевського — на честь визначного політичного, громадського і культурного діяча, історика Михайла Сергійовича Грушевського.
У 10-ту річницю Чорнобильській трагедії 26 квітня 1996 року був відкритий пам'ятний знак на вшанування жертв цієї техногенної катастрофи.
24 березня 2006 року біля міського Будинку культури на свято Божої Матері Покров Пресвятої Богородиці (міське престольне свято) була відкрита скульптура Божої Матері Покров Пресвятої Богородиці.

## Об'єкти
На вулиці Грушевського в Коростені зосереджені більшість адміністративних будівель міста, численні заклади, установи, об'єкти міської інфраструктури, храми:

Коростенська міська рада

ПТУ № 16

- буд. № 3 — Міський будинок культури;
- буд. № 6 — міський краєзнавчий музей (пам'ятка архітектури);
- буд. № 7 — Коростенські міська поліклініка і міська дитяча поліклініка (пам'ятка архітектури);
- буд. № 9 — Центр електрозв'язку № 5 Житомирської дирекції ВАТ «Укртелеком», центр поштового зв'язку № 2 Житомирської дирекції УДППЗ «Укрпошта»;
- буд. № 15 — виробничо-комерційна фірма ТОВ «ВЕРАС»;
- буд. № 22 — Коростенська міська рада;
- буд. № 23 — Коростенська гімназія;
- буд. № 24 — Коростенське ПТУ № 16 (пам'ятка архітектури);
- буд. № 25 — міськрайонний РАГС, Коростенська ШЕД;
- буд. № 37 — Коростенська дитяча бібліотека імені Лесі України, філіал № 1;
- буд. № 38 — Коростенська міська централізована бібліотечна система і центральна бібліотека ім. М. Островського;
- буд. № 41А — комерційне виробничо-торгове підприємство «Коростеньхарч»;
- буд. № 60 — Коростенська районна державна нотаріальна контора, КП Редакція газети «Нова Доба» та інші установи;
- буд. № 60/2 — Коростенська районна державна адміністрація;
- буд. № 66 — ЗОШ № 11 і Коростенська міська художня школа, а також міські станції юних натуралістів і юних техніків, спортивно-технічний клуб;
- буд. № 67 — Коростенське КП «Водоканал»;
- буд. № 68 А — дошкільний навчальний заклад (дитсадок) № 12;
- буд. № 104 — Коростенська районна державна лікарня ветеринарної медицини;
- буд. № 152 — Свято-Успенська церква;
- буд. № 199 А — Римо-Католицька парафія Благославеного Гонората Житомирської дієцезії;
- буд. № 199 Б — костел Блаженного Гонората.

Забудова коростенської центральної вулиці є доволі строкатою — і радянська, є як громадські споруди, житлові капітальні будинки, так і приватна забудова; також на вулиці збереглися окремі історичні будинки початку ХХ століття, зокрема пам'яткою архітектури є житловий будинок по вулиці № 18.
На вулиці численні пам'ятники: погруддя С. Козака (1949), так і доби незалежності України — скульптура Божої Матері Покров Пресвятої Богородиці (2006), пам'ятний знак жертвам Чорнобильської катастрофи (1996).

## Виноски
1. ↑  Вулиці нашого міста [Архівовано 12 лютого 2010 у Wayback Machine.] на www.vkorostene.com.ua (вебресурс «Коростень в історії»)[Архівовано 11 серпня 2011 у Wayback Machine.] // (стаття Г. Легастова)
2. ↑  Головна вулиця (Коростеня) [Архівовано 12 лютого 2010 у Wayback Machine.] на www.vkorostene.com.ua (вебресурс «Коростень в історії») [Архівовано 11 серпня 2011 у Wayback Machine.]
3. ↑  Коростень: довідник підприємств на bizinua.info. Архів оригіналу за 4 березня 2016. Процитовано 9 травня 2011.